# 테베 (그리스)

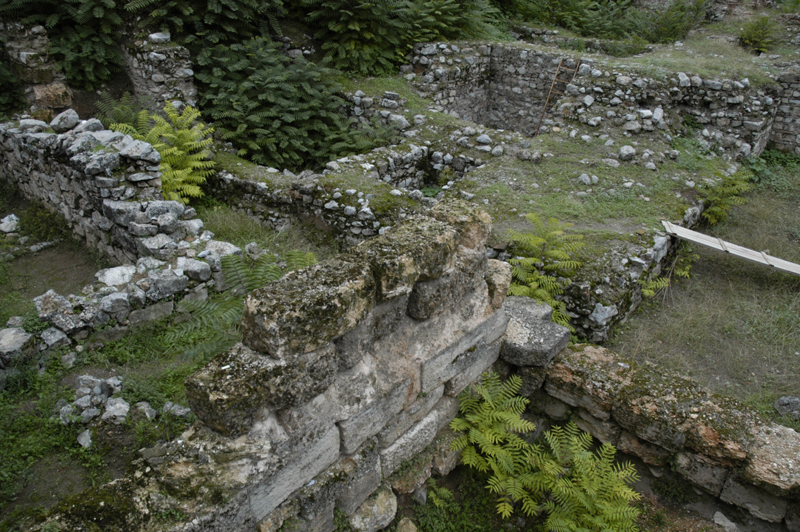

테베(고대 그리스어: Θῆβαι 테바이) 또는 티바(그리스어: Θήβα)는 아테네의 북서쪽, 보이오티아 평원 동쪽에 위치한 고대 그리스의 주요 도시 중의 하나였다. 현대 테베의 인구는 36,477명(2011).

## 역사

### 고대
테베 주변의 고고학적 발굴로 이 지역이 미케네 문명의 중요한 정착지였음이 밝혀졌는데 청동기 시대의 중요한 도시임을 알려주는 선형 B문자 점토토기들이 출토되었다. 기원전 6세기경 테베는 보이오티아 지방의 최대도시로 보이오티아 동맹을 이끌었으며 전통적으로 플라타이아 지방에 대한 지배권을 두고 아테네와는 경쟁관계에 있었다.
기원전 480년 페르시아 제국의 크세르크세스 1세가 그리스를 침공했을 때 테베는 그리스 편이 아니라 페르시아의 편에서 아테네와 대항했으며 그 이후 벌어진 펠로폰네소스 전쟁에서는 스파르타와 동맹을 맺고 아테네와 대립했으나 전쟁 말기 동맹이 깨지고 스파르타의 침공을 받았다. 스파르타의 지배를 받던 테베는 기원전 379년 이후 반란을 일으켜 동맹을 다시 결성하고 스파르타에 맞섰는데 기원전 371년 에파미논다스가 지휘하는 테베군은 〈레우크트라 전투〉에서 스파르타군을 대파하고 이후 10년동안 그리스 최강으로 군림했다.
그러나 에파메이논다스가 기원전 362년 〈만티네이아 전투〉에서 죽은 후 테베의 군대는 급속히 쇠퇴하기 시작했고 결국 마케도니아의 필리포스 2세에게 굴복할 수밖에 없었다. 기원전 338년 테베는 아테네와 연합으로 필리포스 2세에게 대항하여 카이로네아 전투를 벌였으나 패배하고 테베에는 마케도니아 군대가 주둔했다. 이후는 계속 마케도니아의 간섭을 받고 기원전 336년 알렉산드로스 대왕에 반대하는 봉기가 일어났으나 주민들이 대량학살되고 도시의 거의 전부가 파괴되었다. 테베는 기원전 316년 카산드로스에 의해 재건되었으나 이후 그리스 세계에서 주도적인 위치는 한번도 차지하지 못하고 작은 마을 수준에 머물다가 로마의 지배에 들어갔다.

### 중세 이후
이후 중세 로마령이었다가 십자군계 국가인 아테네 공국의 영토가 되었고, 1458년 오스만 제국이 점령, 이스테페(İstefe)라는 이름으로 불렀다. 베네치아 공화국이 1687년부터 12년간 점령하기도 했고, 그리스 왕국이 독립하면서 그 영토가 되었다.